# لو جیانگ
لو جیانگ (انگلیسی: Lu Jiang؛ زادهٔ ۳۰ ژوئن ۱۹۸۱) بازیکن فوتبال اهل چین بود.
از باشگاه‌هایی که در آن بازی کرده است می‌توان به باشگاه فوتبال بیجینگ گوان اشاره کرد.
وی همچنین در تیم‌های ملی فوتبال زیر ۲۳ سال چین و چین بازی کرده است.